# Fanny Velásquez
Fanny Elizabeth Velásquez Páez (Quillota, 13 de abril de 1997) es una futbolista chilena que juega como volante. Además es profesora de Educación Física.

## Trayectoria
En 2011 y 2013 fue parte del plantel de Everton.
En 2014 jugó en la Sub-17 de Colo-Colo donde además tuvo pasos por el primer equipo ganando dos títulos con las "Albas" y jugando Copa Libertadores.
En 2015 se retiró de la actividad para estudiar y egresar como profesora de Educación Física.
En 2022 fichó por Universidad de Chile para la segunda rueda de Primera División Femenino regresando al fútbol profesional.

## Selección nacional
Fue parte de la Selección Sub-17 de Chile en el Sudamericano Sub-20 Femenino Paraguay 2013.

## Clubes
| Club                 | País  | Año         |
| -------------------- | ----- | ----------- |
| Everton              | Chile | 2011 y 2013 |
| Colo-Colo            | Chile | 2014        |
| Universidad de Chile | Chile | 2022        |

Limache 

## Palmarés

### Títulos nacionales
| Título              | Club      | País  | Año    |
| ------------------- | --------- | ----- | ------ |
| Campeonato Nacional | Colo-Colo | Chile | 2014-A |
| Campeonato Nacional | Colo-Colo | Chile | 2014-C |